# Starîi Oskol
Starîi Oskol (în rusă Старый Оскол) este un oraș din Regiunea Belgorod, Federația Rusă și are o populație de 260.000 locuitori.
1. ↑  OKTMO. 179/2016., accesat în 25 octombrie 2016